# Bombattentatet på Shankill Road
Bombattentatet på Shankill Road skedde 23 oktober 1993 i Belfast.

## Mål
Provisoriska IRA försökte döda Ulster Defence Associations ledare som skulle ha ett möte i lägenheten ovanför en fiskbutik.

## Händelse
Två män från Provisoriska IRA, Thomas Begley och Sean Kelly, anländer till butiken förklädda som varuleverantörer. Med sig har de en tidsinställd bomb som ska detonera elva sekunder efter att den aktiverats. De ger kunderna i butiken en varning när de startat bomben men den exploderar direkt och ingen hinner undan. Tio personer avlider, däribland Thomas Begley. Byggnaden kollapsar dessutom och begraver de överlevande. Ulster Defence Associations ledning klarade sig från bomben då tidpunkten för mötet hade flyttas.

## Eftermäle
Begley fick en hedersbegravning på IRA:s begravningsplats, Milltown Cemetery. Gerry Adams, Sinn Féins partiledare, fick kritik för att han var kistbärare på begravningen. Den 30 oktober hämnades Ulster Defence Association i vad som att kallas Greysteelmassakern.
Sean Kelly dömdes till livstids fängelse för nio mord, men fick amnesti genom Långfredagsavtalet.